# 母里治樹
母里 治樹（もり はるき）は、日本の作曲家、編曲家。Elements Gardenに所属していた。2018年7月31日に脱退。

## 提供作品

### アーティスト
- 蒼井翔太
  - spilt memories（作曲・編曲）
- グライダー
  - Kiss Me!（作曲・編曲）
- 佐咲紗花
  - snow ring（編曲）
- 新田恵海
  - 想像を超えた世界（作曲・編曲）
  - OURS POWERS（作曲・編曲）
  - きらめきを夢みて（編曲）
- まねきケチャ
  - 奇跡（作曲・編曲）
- 渡部優衣
  - FUN FUN LOVE（作曲）

### アニメ・ゲーム
- 蒼の彼方のフォーリズム
  - Way to fly 〜蒼の彼方へ〜（作曲）
  - Re:Start ～明日への一歩～（作曲）
  - Beside Heart 〜君がいるから〜（作曲・編曲）
  - True Colors 〜コントレイル〜（作曲）
  - マジ☆メインヒロイン（共作曲）※末益涼太と共作曲
  - Graceful rose -四島に咲く一輪の薔薇-（共作曲）※末益涼太と共作曲
  - Rash and Rush-無限軌道-（共作曲・編曲）※喜多智弘と共作曲
  - The absolute～空域の支配者～（作曲・編曲）
- 蒼の彼方のフォーリズム EXTRA1
  - ハッピートゥモロー（作曲・編曲）
- うたの☆プリンスさまっ♪
  - DOUBLE WISH（作曲・編曲）
  - Welcome to UTA☆PRI world!!（編曲）
  - エヴリィBuddy!（作曲）
  - オン・ユア・マーク!（編曲）
  - Welcome to UTA☆PRI RAINBOW world!!（編曲）
- うたの☆プリンスさまっ♪-Sweet Serenade-
  - 熱情 SERENADE（編曲）
- うたの☆プリンスさまっ♪All Star After Secret
  - Not Bad（作曲）
- うたの☆プリンスさまっ♪ マジLOVEレボリューションズ
  - ムネノコドウ（編曲）
  - GOLDEN☆STAR（編曲）
- うたの☆プリンスさまっ♪マジLOVEレジェンドスター
  - 初恋をまたはじめよう（作曲・編曲）
  - Visible Elf（作曲）
  - Dazzling darling（作曲・編曲）
- 劇場版 うたの☆プリンスさまっ♪ マジLOVEキングダム
  - Feather in the hand（作曲・編曲）
- 鬼ごっこ!
  - 桃色の花咲く頃に（作曲・編曲）
- グリザイアの果実
  - この日のままで（作曲・編曲）
- 恋と選挙とチョコレート
  - 三つ葉のクローバー（編曲）
- CIRCLET PRINCESS
  - Dive into...（作曲・編曲）
- 戦姫絶唱シンフォギアGX
  - リトルミラクル -Grip it tight-（作曲・編曲）
  - 空へ…（編曲）
  - おきてがみ（編曲）
- 戦姫絶唱シンフォギアAXZ
  - 花咲く勇気（作曲・編曲）
  - デンジャラス・サンシャイン（作曲・編曲）
  - メロディアス・ムーンライト（作曲）
  - ギザギザギラリ☆フルスロットル（作曲）
- 戦姫絶唱シンフォギアXV
  - 花咲く勇気 Ver. Amalgam（作曲・編曲）
- 戦姫絶唱シンフォギアXD UNLIMITED
  - 誰かのためのヒカリ（作曲・編曲）
- 戦国闘檄 ～バーニングスピリッツ～
  - ヒカリ（作曲）
- 探偵歌劇 ミルキィホームズ TD
  - NERORO☆おんど（作曲）
- BanG Dream!
  - 花園電気ギター!!!（作曲・編曲）
  - キミにもらったもの（作曲・編曲）
  - Dragon Night（編曲）
  - カルマ（共編曲）※加納望と共編曲
  - Don't say "lazy"（共編曲）※加納望と共編曲
  - 恋は混沌の隷也（編曲）
- Black Robinia
  - JUSTICE FLOWER（編曲）
- Project NOAH - プロジェクト・ノア -
  - With A Wish（作曲・編曲）
- 魔法少女リリカルなのはA's PORTABLE -THE BATTLE OF ACES-
  - Silent Bible（作曲）
- 魔法戦争
  - 閃光のPRISONER（作曲）

### 舞台
- 劇団シャイニング from うたの☆プリンスさまっ♪ 『天下無敵の忍び道』
  - 我ら最強 SHI・NO・BI 唄（編曲）
- 劇団シャイニング from うたの☆プリンスさまっ♪『マスカレイドミラージュ』
  - Welcome to Masquerade!～儚き夢の調べ～（編曲）
- 劇団シャイニング from うたの☆プリンスさまっ♪『SHINING REVUE』
  - Nobody knows（編曲）
- 劇団シャイニング from うたの☆プリンスさまっ♪『JOKER TRAP』
  - THE GAME OF LOVE（編曲）

## BGM担当作品

### アニメ
- 異能バトルは日常系のなかで（2014年） - 藤田淳平、Evan Callとの共作
- 探偵歌劇 ミルキィホームズ TD（2015年） - 菊田大介、喜多智弘、Evan Callとの共作

### ゲーム
- グリザイアの果実（2011年） - 藤田淳平、藤間仁との共作
- 鬼ごっこ!（2011年） - 菊田大介、中山真斗との共作
- カミカゼ☆エクスプローラー!（2011年） - 菊田大介との共作
- 太陽のプロミア（2011年） - 菊田大介、中山真斗との共作
- サキガケ⇒ジェネレーション!（2014年）
- 蒼の彼方のフォーリズム（2014年） - 共作
- 刀剣乱舞-ONLINE-（2015年） - ZIZZ STUDIO、志方あきこ、都丸椋太との共作
- Project NOAH - プロジェクト・ノア -（2019年）

### ドラマCD
- うたの☆プリンスさまっ♪ Shining Masterpiece Show 「リコリスの森」（2018年） - 藤田淳平との共作